# Смертна кара у Чорногорії
Смертна кара в Чорногорії вперше була встановлена законом у 1798 році. Вона була скасована 19 червня 2002 року. Остання страта відбулася 29 січня 1981 року, а два останні смертні вироки були винесені 11 жовтня 2001 року.
Чорногорія зобов'язана наступними міжнародними конвенціями, що забороняють смертну кару (дати ратифікації вказані в дужках):
- Другий факультативний протокол до Міжнародного пакту про громадянські,
- політичні права (6 вересня 2001 р.),
- протоколи № 6 та № 13 до Європейської конвенції з прав людини (3 березня 2004 р.).

Відповідно до ст. 26 Конституції Чорногорії (2007 р.): «У Чорногорії смертна кара заборонена».

## Історія

### Чорногорія, 1798—1914
До 1851 року Чорногорія була теократією, якою керували православний єпископ і сенат, до складу якого входили представники чорногірських племен, які користувалися повною автономією. Перший письмовий закон був прийнятий у 1789 р. (Із змінами, внесеними 1803 р.), за часів правління єпископа Петра I. Він прописав смертну кару за вбивство та зраду і дозволив три способи страти: повішення, розстріл та побиття камінням. Розстріл проводили представники всіх племен (часом, кілька сотень чоловіків), щоб не допустити помсти крові родиною злочинця. Хоча це не встановлено законом, до крадіїв застосовувалась також і смертна кара. Згідно з історичними джерелами, «злодія повісили та вбивцю розстріляли» у 1831 році. У 1839/1840 роках було страчено близько 20 злочинців.
Після того, як у 1855 р., Чорногорія стала світським князівством, був прийнятий новий кримінальний кодекс (Кодекс князя Данила). Він передбачав смертну кару за близько 18 злочинів, включаючи вбивства, зраду, злочини проти гідності князя (лізинг-величність), різні форми крадіжок та відмову від сплати податку. Чоловік, який вбиває свою дружину та / або коханого, виявивши їх за подружньої зради, був звільнений від усіх покарань. Легальним режимом страти була стрілянина, але тільки для чоловіків. Жінок не можна було розстріляти (як це було б «ґрунтувати гвинтівки»), а їх слід повісити, утопити або забити камінням. Екзекуції жінок були надзвичайно рідкісними — один задокументований випадок стосувався жінки, обкладеної камінням за вбивство чоловіка в 1854 році.
Перший сучасний Кримінальний кодекс, прийнятий у 1906 році, передбачав смертну кару за понад двадцять злочинів. Розстріл був стріляниною, виконаною стрільбою десяти солдат. Справжня кількість смертних вироків та страт до 1914 року не відома, але вона була невеликою: в середньому, одна чи дві страти на рік. Винятком з цього стали два політичні процеси у 1908 та 1909 роках, коли 13 осіб, звинувачених у змові проти уряду, були засуджені до смертної кари (дев'ять з них було страчено).

### Югославія, 1918—1941
Коли Югославія була створена в 1918 році, в різних частинах нової країни залишалися чинними різні правові системи.
У північно-західних провінціях (Боснія та Герцеговина, Хорватія, Словенія та Воєводина) страти відбувалися шляхом повішення у закритому просторі з обмеженою громадськістю. У решті країни (Сербія, Косово, Чорногорія та Македонія) страти відбувалися шляхом стрілянини і публічно. Коли для всієї країни (в 1929 р.) було введено єдиний Кримінальний кодекс, повішення залишалося єдиним законним способом виконання, за винятком вироків, винесених військовими судами, які виконувалися розстрілом. Злочини, покарані смертю, були в основному за вбивства та крадіжки, що призводили до смерті, а також за тероризм.
Згідно з офіційною статистикою, у Чорногорії з 1920 по 1940 рік було 14 смертних вироків та 5 страт (за той же період у всій Югославії було 904 вироки та 291 страта).

### Югославія, 1945—1991
У перші роки після Другої світової війни щоденно у великій кількості виносилися смертні вироки як колабораціоністам, так і військовим злочинцям, а також «ворогам народу», тобто всім, хто виступив проти нового комуністичного режиму.
Немає достовірних даних, але ймовірно, що в Югославії до 1951 року було аж 10 000 смертних вироків, більшість з яких були виконані. У Чорногорії, можливо, було декілька сотень смертних вироків, приблизно дві третини яких були виконані. Окрім політичних злочинів, до складу кримінальних злочинів входили розкрадання урядового майна, а також загострення вбивств та пограбувань. До 1959 року страти були або шляхом стрілянини, або через повішення, як це було визначено вироком суду в кожній окремій справі, хоча повішення розглядалися як обтяжена форма і використовувалися рідше. У перші повоєнні роки страти великих військових злочинців часто були публічними. Після 1950 року кількість смертних вироків різко впала. Згідно з офіційною статистикою, з 1950 по 1958 рік у всій Югославії було 229 смертних вироків, тоді як у Чорногорії їх було лише від десяти до двадцяти. Реформи 1959 р. Призвели до менш жорсткої системи кримінального судочинства. Зменшено кількість винних злочинів та скасовано смертну кару за майнові правопорушення. Вішання було скасовано, і єдиним законним способом розстрілу залишалася стрілянина, яку виконував взвод з восьми поліцейських, лише половина з яких мала гвинтівки, завантажені живими боєприпасами. Розстріли не можна проводити публічно. З 1959 по 1991 рік в середньому в Югославії відбувались в середньому дві або три страти. У той самий 32-річний період в Чорногорії було страчено менше десяти страт. Остання страта в Чорногорії відбулася в Которі 29 січня 1981 року. Розстріляною особою був один Драгіша Рістіч, засуджений до смертної кари за зґвалтування та вбивство неповнолітньої.

### Чорногорія після 1991 року
З квітня 1992 р. Сербія входила до складу Федеративної Республіки Югославії, яка складалася з двох федеральних одиниць — Сербії та Чорногорії. З 1991 по 2002 рік чорногорські суди винесли 8 смертних вироків, жодна з яких не була виконана. Два останні смертні вироки було винесено Вищим судом у Підгориці щодо Славко Девича та Раде Арсовича, засуджених за вбивство.

## Скасування

### Ранні спроби
У 1906 р. На Цетинє було опубліковано брошуру проти смертної кари, а в 1907 р. Міністр юстиції повідомив Парламент, що принц бажає скасувати смертну кару в Чорногорії, крім зради. Однак жодних змін до Кримінального кодексу в Парламенті не було внесено, і вища міра покарання залишалася в силі.

### Часткове скасування, 1992
Конституція ФР Югославії (до складу якої входили Сербія та Чорногорія), прийнята 25 квітня 1992 року, скасувала смертну кару за федеральні злочини (включаючи геноцид, військові злочини, політичні та військові злочини), але федеральні підрозділи зберігали за собою право призначити смертну кару для злочини під їх юрисдикцією (вбивства та пограбування). Під час складання Конституції пропозиція про скасування смертної кари надійшла від членів Чорногорії Редакційної комісії.

### Остаточне скасування, 2002
19 червня 2002 р. Парламент Чорногорії вніс зміни до Кримінального кодексу, виключивши з нього всі посилання на смертну кару. Як було підкреслено в парламентських дебатах, першорядним мотивом цього скасування стало бажання тодішньої ФР Югославії приєднатися до Ради Європи.